# モノフィン

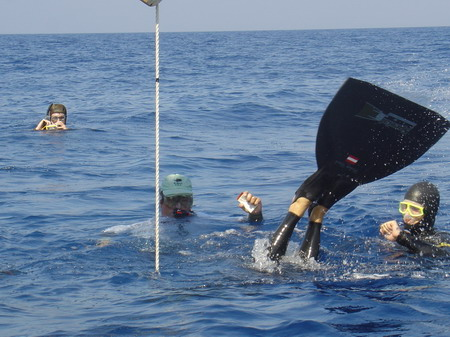
モノフィン

モノフィン（monofin）は、ドルフィンキックで力強く泳ぐ目的で用いられる、一枚の大きな足ひれである。通常の足ひれ（ビーフィン）は、両足にそれぞれ装着するため、二枚のフィンを別々に動かす形になるのに対して、モノフィンは両足に一枚の大きな足ヒレを装着して、両足の動きを一致させたドルフィンキックで泳ぐ形になる。そのため、イルカや人魚の泳ぎのような印象を受ける。
水泳競技の一つとしてフィンスイミングが成立しており、ワールドゲームズの公式競技となっているほか世界選手権やワールドカップなどが開催されている。種目の多くはモノフィンを使用するが、一部ビーフィン種目もある。シュノーケルを着けて呼吸しながら泳ぐ種目、専用の呼吸用のタンク（スキューバダイビング用よりもかなり小型である）を装着して泳ぐ種目（サーフェス）、息を止めて一気にプールの反対側まで泳ぎきる競技種目（アプニア）などがある。一時期オリンピックの正式競技にしようとする動きもあった。
一枚の大きなフィンを用いた力強いドルフィンキックが可能になるので、通常のビーフィンとは比べ物にならない推進力を得ることが出来る。上級者は、楽にクロールの1.5倍近い速さで泳ぐことが可能になるほか、イルカのように水面上に立ち上がったり、ジャンプする演技も可能となる。そのぶん腰などへの負担が大きく、泳ぐコツを知らない人が悪いフォームで泳ぐと、椎間板ヘルニアなどのトラブルを比較的招きやすい。また、狭いプールでは速度が出すぎて危険といった判断から、使用を制限している国内の遊泳施設が多い。泳ぐリズムや各筋肉に力を入れるタイミングもビーフィンとはまったく異なるため、通常のフィンを使い慣れている人でも、練習しなくては満足に泳ぐことが出来ない。力強いドルフィンキックを得るためには、イルカのように体をしならせて推進力を得るウェービングの習得が必要になる。両足を拘束されるため、歩行が難しくて取り回しにやや難があることや、準備が足りないと海洋上では危険を伴うこともあるため、モノフィンを海で使う人は、モノフィン・オープン・ウォーター・コースを受講して、Cカードを取得することが望ましい。モノフィンで泳ぐとイルカの興味を引いて寄り付きが良くなることが知られている。旧ソビエトで開発されて世界中に広まっていったが、日本での認知度はそれほど高くない。

## 新型の登場
新たに、従来品とは大きく異なる次世代型の、ルノセット（Lunocet）などが登場している。よりイルカのヒレに似た動きをするように、関節を設けたり、推進力を調整する機構を搭載するなど、随所にメカニカルな工夫が凝らされている。飛行機のような翼型を採用して揚力を発生させることで、面積は小さくてもより強力な推進力が得られる設計が施されている。そのため、シルエットの形状も航空機の後退翼に近いものになっている。フィンが短くなったことで、連続した速いドルフィンキックやバサロキックが可能になるなど、運動性能が大幅に改善されている。これによって、足の筋肉のみに頼らず、全身のストリームラインをより積極的に活用できるようになり、上級者は競泳選手の2倍近い速さで泳ぐことが可能になった。水面から立ち上がってほぼ全身を浮き上がらせたり、派手なイルカジャンプの演技などもこなせるようになってきている。